# Dennis (film)
Dennis er en dansk kortfilm fra 2007, der er instrueret af Mads Matthiesen efter manuskript af ham selv og Martin Pieter Zandvliet.
Figuren Dennis blev brugt til spillefilmen 10 timer til Paradis fra 2010 af samme instruktør.

## Handling
Da den indelukkede bodybuilder, Dennis, inviterer pigen Patricia ud at spise, bliver hans mor skuffet og såret. På trods af moderens krav om at aflyse stævnemødet, tager Dennis forventningsfuld afsted.

## Medvirkende
- Kim Kold, Dennis
- Elsebeth Steentoft, Dennis' mor
- Lykke Sand Michelsen, Patricia